# 上田菅平インターチェンジ
上田菅平インターチェンジ（うえだすがだいらインターチェンジ）は、長野県上田市にある上信越自動車道のインターチェンジ (IC) である。なお、上田菅平バスストップがIC外側に併設されている。
立体Y型インターチェンジ。
上田市、小県郡青木村、別所温泉の最寄りICである。

## 道路
- E18 上信越自動車道（10番）

## 接続道路
- 国道144号（しなの木通り)
  - 国道18号（上田バイパス）

## 料金所
- ブース数：6

### 入口
- ブース数：2　
  - ETC専用：1　
  - ETC・一般：1

### 出口
- ブース数：4　
  - ETC専用：1　
  - ETC・一般：1
  - 一般：2

## 周辺
上田市でも有数の住宅密集地である。ICから見た北東には玄蕃山（げんばやま）があり、その頂上に位置する玄蕃山公園からはICの周辺を一望できる。農作物出荷場も2004年に完成し、道路の拡張工事が行われるなど、周辺は急速な発展を遂げている。
- JR東日本・しなの鉄道・上田電鉄上田駅・しなの鉄道信濃国分寺駅・信濃国分寺・信濃国分寺資料館
- 上田バス（路線バス 菅平・傍陽・渋沢・真田線）・千曲バス・西武観光バス（高速バス　池袋駅東口⇔上田駅） 住吉バス停（国道144号線上、神科交差点西側付近）
- 上田バス（路線バス 菅平・傍陽・渋沢・真田線、殿城線） 神科農協前バス停（国道144号線上、JA信州うえだ神科支店前付近）
- 別所温泉
- 上田市立神科小学校
- 上田市立第五中学校
- しまむら上田住吉店
- 上田城
- 草創神社

## 上田菅平バスストップ
上田菅平バスストップ（うえだすがだいらバスストップ）は、当ICの外側に併設されている高速バス停留所。
千曲バス臼田 - 長野線が2016年9月30日の運行をもって廃止されて以降、停車する路線はない。

## 隣
E18 上信越自動車道
(9) 東部湯の丸IC/SA - (10) 上田菅平IC - (11) 坂城IC